# Distrito de El Oro
El Oro es un distrito (municipio) de la provincia de Antabamba, ubicada en el departamento de Apurímac, Perú. Según el censo de 2017, tiene una población de 552 habitantes.
Durante el virreinato pertenecía al distrito de Pachaconas, en su condición de “jurisdicción del curato y título de Partido”. Posteriormente se separó y se constituye en el distrito de Ayahuay, ante la realidad de que Ayahuay, la capital, quedaba muy alejada de la capital del distrito de Pachaconas.
Desde el punto de vista jerárquico de la Iglesia católica forma parte de la Diócesis de Abancay la cual, a su vez, pertenece a la Arquidiócesis de Cusco.

## Historia
El distrito fue creado mediante Ley No.13677 del 18 de agosto de 1961, en el segundo gobierno del Presidente Manuel Prado Ugarteche.

## Geografía
Está ubicado en los Andes Centrales, a 3272 m s. n. m.
- Su superficie es de 68.81 km²
- Tiene una población de 552 (censo de 201

## Autoridades

### Municipales
- 2019-2022
  - Alcalde: Moisés Mendoza Cavero
- 2011-2014[4]
  - Alcalde: Javier Luna Loayza
  - Anterior Alcalde: Adolio Tapia Peláez, Movimiento Poder Popular Andino (PPA).
  - Regidores: Gabriel Fortunato Calla Fortón (PPA), Eberth Moreano Carrasco (PPA), Angélica Carrasco Concha (PPA), Francisco Castañeda Mendoza (PPA), Wilmer Remigio Concha Huamaní (Alianza para el Progreso).
- 2007-2010
  - Alcalde: Nicanor Oswaldo Quispe López.

## Festividades
- San Salvador.